# 埼玉県道262号日高狭山線

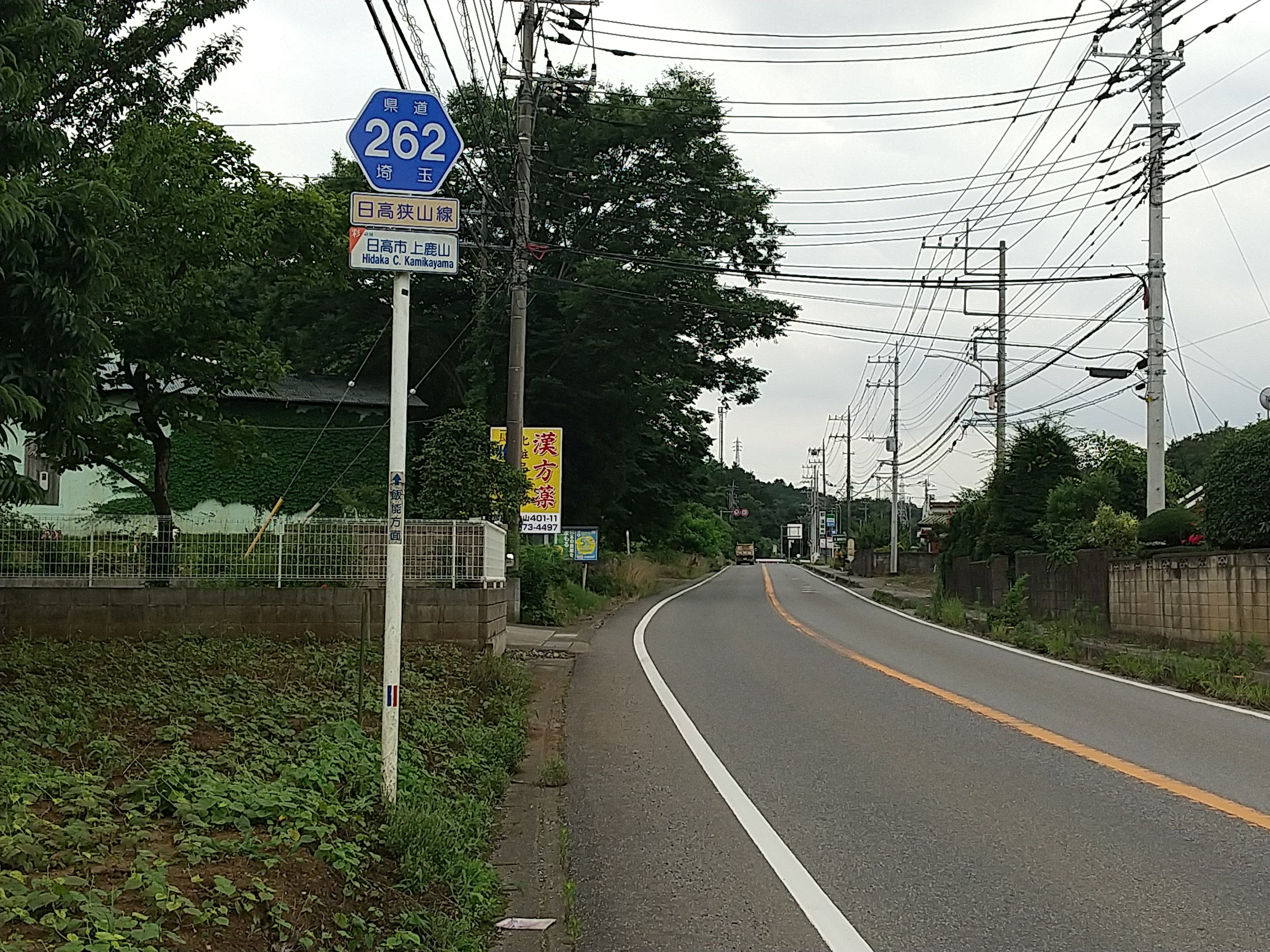
日高市上鹿山付近にて

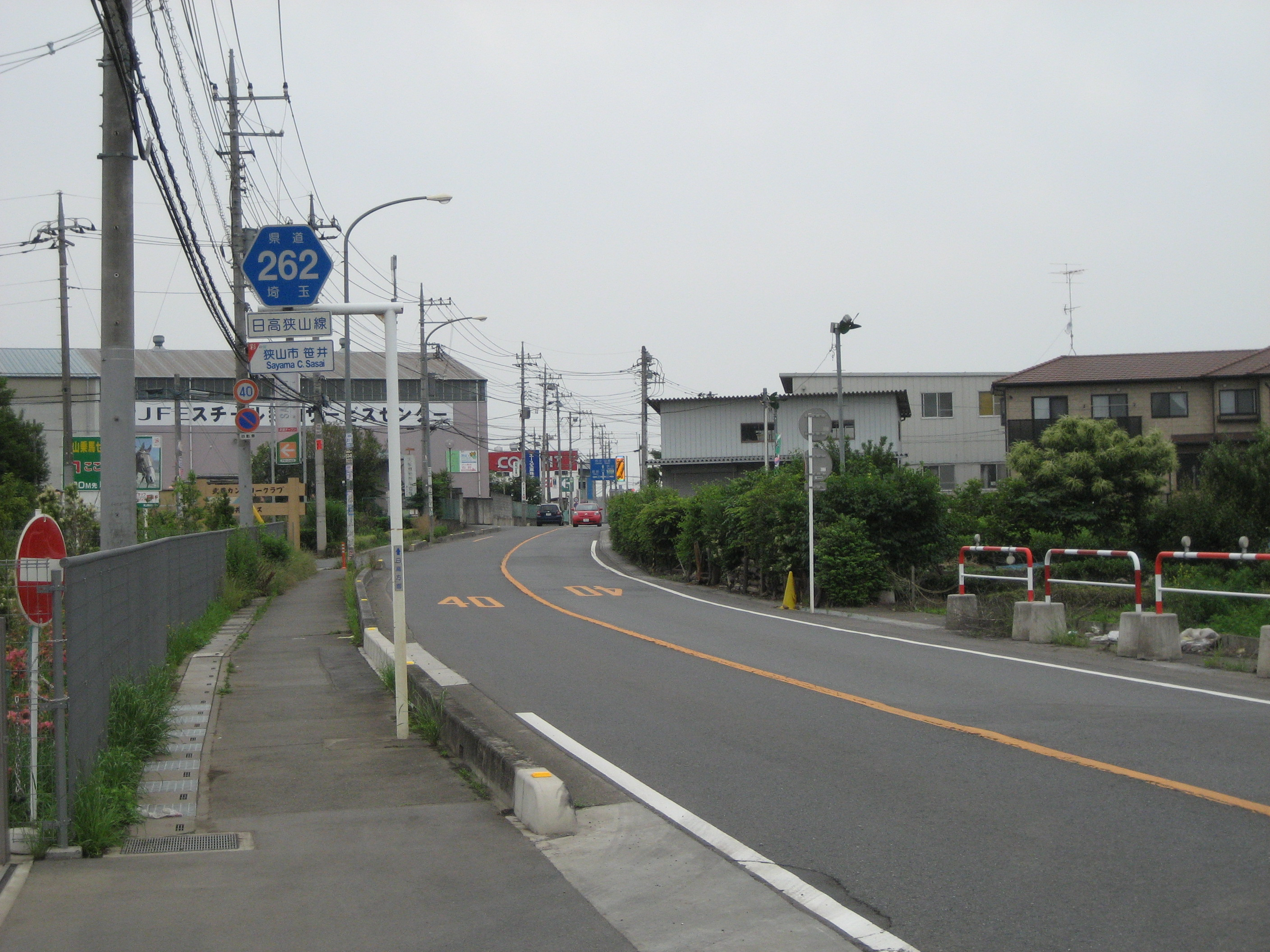
狭山市内

埼玉県道262号日高狭山線（さいたまけんどう262ごう ひだかさやません）は、埼玉県日高市から埼玉県狭山市に至る都道府県道である。

## 概要
日高市、飯能市、狭山市を通る。
かつては上鹿山交差点が起点だったが、2020年3月31日から区域が変更され、埼玉県道30号飯能寄居線バイパス（深谷・瑞穂方面）との交差点が起点となった。

## 路線データ
- 起点：埼玉県日高市上鹿山（埼玉県道30号飯能寄居線交点）
- 終点：埼玉県狭山市入間川三丁目（国道16号交点）

## 地理

### 通過する自治体
- 埼玉県
  - 日高市 - 飯能市 - 狭山市

### 交差する道路
| 交差する道路                    | 交差する道路            | 交差点名     | 所在地 | 所在地 |
| ------------------------------- | ----------------------- | ------------ | ------ | ------ |
| 埼玉県道30号飯能寄居線          | 埼玉県道30号飯能寄居線  |              | 日高市 | 上鹿山 |
|                                 | 本線                    | 上鹿山       | 日高市 | 上鹿山 |
| 埼玉県道347号馬引沢飯能線       | 埼玉県道397号堀兼根岸線 |              | 狭山市 | 根岸   |
| 国道407号                       | 国道407号               | 根岸坂上     | 狭山市 | 下広瀬 |
| 国道299号                       | 本線                    | 根岸         | 狭山市 | 根岸   |
| （広瀬橋通り）                  | （広瀬橋通り）          | 広瀬         | 狭山市 | 広瀬   |
| 埼玉県道260号鯨井狭山線         | 本線                    | 広瀬東       | 狭山市 | 広瀬   |
| 国道16号                        | 国道16号                | 入間川三丁目 | 狭山市 | 入間川 |
| 埼玉県道50号所沢狭山線 所沢方面 |                         |              |        |        |

### 重複区間
- 国道407号（狭山市下広瀬「根岸坂上交差点」 - 根岸二丁目「根岸交差点」）

### 沿線の施設
- 日高市清掃センター
- 入間西部衛生組合
- 久邇カントリークラブ
- 前田病院
- 狭山市役所水富出張所
- 新富士見橋